# 東浦町立卯ノ里小学校
東浦町立卯ノ里小学校（ひがしうらちょうりつ うのさとしょうがっこう）は、愛知県知多郡東浦町にある公立の小学校。

## 概要
1979年（昭和54年）に開校した当初からオープン教室をもつ学校としてスタートし、今日までオープンスクールの実践校として毎年全国から見学者が絶えない。
開校以来、一貫して「人間性豊かで、主体的に行動できる子の育成」をめざした研究を続けており、これまでに16回の研究会を開催してきた。

## 沿革
- 1979年（昭和54年）4月 - 開校。
- 1979年（昭和54年）5月 - 校舎竣工式。
- 1980年（昭和55年）3月 - 校旗制定式。
- 1982年（昭和57年）11月 - 第1回オープンスクール実践研究会。
- 1998年（平成10年）6月 - 花いっぱい優良小中学校コンクールで全国優良賞受賞。

## 教育目標
- 豊かな心を持ち、主体的に行動できる卯ノ里っ子の育成

## 最寄駅
- 名鉄河和線 巽ヶ丘駅下車、徒歩約15分。